# ATF Dingo
De ATF Dingo is een Duits militair pantserinfanterievoertuig, een type pantservoertuig specifiek bedoeld voor personenvervoer. ATF staat voor Allschutz-Transport-Fahrzeug (Duits voor "beveiligd transportrijtuig"). Het voertuig wordt geproduceerd door het bedrijf Krauss-Maffei Wegmann (KMW).

## Eigenschappen
De Dingo is een zwaar gepantserd voertuig op basis van een Unimog-chassis met een V-romp-ontwerp. Het voertuig heeft een modulair ontwerp.  Het is bestand tegen landmijnen, kogels, artilleriefragmenten en zelfs NBC-stoffen. 
Er kunnen maximaal acht soldaten mee vervoerd worden, inclusief de bemanning. De Dingo biedt bescherming tegen moderne handvuurwapens (tot kaliber 7.62), artillerie-vuur, mijnen tegen personen en mijnen tegen tanks. De Dingo haalt een snelheid van meer dan 90 kilometer per uur, wat zeer snel is voor een pantservoertuig. Het heeft een actieradius van iets minder dan 1000 kilometer. 
De Dingo 2 is een verbeterde versie van het oorspronkelijke model. Het heeft een Unimog U 5000-chassis dat sterker is dan het oorspronkelijke chassis.

## Gebruikers
Het Belgische leger heeft een aantal Dingo 2-pantservoertuigen. De Dingo's kwamen in de periode 2007-2012 in gebruik door het Belgische leger. Er werden vijf verschillende versies gekocht:
- troepentransport, dit wil dus zeggen dat er in dit model tot acht soldaten meegenomen kunnen worden om ze naar ergens anders te vervoeren.
- commandopost, dit wil zeggen dat de Dingo tijdens het rijden op radarschermen de omgeving in het oog kan houden en dat vanuit de Dingo bevelen kunnen worden gegeven.
- ambulance, evacuatie van gewonde soldaten van het slagveld.
- voorwaartse waarnemer: de Dingo is een redelijk stil, snel en stevig voertuig, dus is het ideaal om vijandelijk terrein te verkennen.
- slagveldbewaking: dit voertuig is uitgerust met een radar om in een straal van 40 km alles te kunnen overzien.

| Land                                 | versie                                   | besteld | optioneel | afgeleverd            |
| ------------------------------------ | ---------------------------------------- | ------- | --------- | --------------------- |
| GER - Bundeswehr                     | Dingo 1                                  | 147     | 0         | 147                   |
|                                      | Dingo 2 A1/A2/A2.3                       | 287     | 0         | 287                   |
|                                      | Dingo 2 BÜR (grond surveillance radar)   | 78      | 0         | 2                     |
|                                      | Dingo 2 A3 systeem reparatie             | 25      | 0         | 4                     |
|                                      | Dingo 2 C1 GSI reparatie                 | 48      | 0         | 48                    |
|                                      | Dingo 2 A3.2 troepen transport           | 45      | 0         | 45                    |
|                                      | Dingo 2 A3.2 operational intelligence    | 20      | 0         | 0, besteld 17.11.2010 |
|                                      | Dingo 2 A3.3 troop transport             | 39      | 0         | 0, besteld 17.11.2010 |
| GER - Federale Politie van Duitsland | Dingo 2 Polizei                          | 2       | 0         | 2                     |
| BEL - Landcomponent van Defensie     | Dingo 2 MPPV Fus (patrouille)            | 158     | 0         | 158                   |
|                                      | Dingo 2 MPPV PC (mobiele commando post)  | 52      | 0         | 52                    |
|                                      | Dingo 2 MPPV ambulance                   | 10      | 0         | 10                    |
|                                      | Dingo 2 (nieuwe varianten)               | 0       | 66        | 0                     |
| LUX - Strijdkrachten van Luxemburg   | Dingo 2 Protected Reconnaissance Vehicle | 48      | 0         | 48                    |
| AUT - Oostenrijkse landmacht         | Dingo 2 ATF                              | 20      | 0         | 20                    |
|                                      | Dingo 2 AC NBC reconnaissance            | 12      | 0         | 12                    |
|                                      | Dingo 2 AC ambulance                     | 3       | 0         | 3                     |
| CZE - Tsjechische landmacht          | Dingo 2 A2                               | 21      | 0         | 21                    |
| NOR - Noorse landmacht               | Dingo 2 A3                               | 20      | ja        | 10                    |